# ارنستو فاریاس
ارنستو فاریاس (اسپانیایی: Ernesto Farías‎؛ زادهٔ ۲۹ مهٔ ۱۹۸۰) بازیکن فوتبال اهل آرژانتین است.

## باشگاهی
از باشگاه‌هایی که در آن بازی کرده‌است می‌توان به باشگاه فوتبال پالرمو، باشگاه اتلتیکو ایندپندینته، باشگاه فوتبال پورتو، باشگاه فوتبال ریور پلاته، باشگاه ورزشی کروزیرو، باشگاه فوتبال استودیانتس، باشگاه فوتبال دانوبیو، اشاره کرد.

## تیم ملی
وی همچنین در تیم‌های ملی فوتبال زیر ۲۰ سال آرژانتین و آرژانتین بازی کرده‌است.